# 約翰遜城 (田納西州)
约翰逊城（台湾译为：强森市 或 詹森城；英语：Johnson City），位于美国田纳西州卡特县、沙利文县和华盛顿县之间，其城市大部分面积在华盛顿县境内。根据美国人口调查局2010年统计，约翰逊城总人口为63,152人， 预计到2019年总人口将达到66,906人，是田纳西州第九大城市。约翰逊城与附近的布里斯托尔（Bristol, Tennessee）和金斯波特（Kingsport, Tennessee）合称田纳西州东北角的三城地区（Tri-Cities）。
在美国杂志《福布斯》发布的“最适合职业和商业发展的小城市”排行中，约翰逊城列第65位。因为其低廉的生活开销、房价、卫生医疗和公共交通费用，在美国杂志《Kiplinger》发布的“全美十个最物美价廉的城市”排行中列第5位。

## 政府
约翰逊城的城市运营和管理由五人委员会负责：
- 市长：珍妮·布罗克（Jenny Brock）
- 副市长：乔·怀斯（Joe Wise）
- 行政长官：Dr. Todd Fowler
- 行政长官：Dr. Larry Calhoun
- 行政长官：John Hunter

城市经理为：M. Denis "Pete" Peterson

## 气候环境
约翰逊城的气候类型属于 副热带湿润气候 ，夏季炎热多雨，冬季温和少雨。 约翰逊城的气温受到 阿巴拉契亚山脉海拔的影响，平均降雨量为45.22英寸（1,149 mm）。 夏季通常为一年中最为潮湿的季节，早秋较为干燥。冬季时有降雪，平均降雪量为15.6英寸（40 cm）。

## 交通运输

### 航空
约翰逊城境内有两座机场：
| 机场名称     | IATA代码 |
| ------------ | -------- |
| 三城机场     | TRI      |
| 约翰逊城机场 | 0A4      |

### 州际高速公路
- 26号州际公路，隶属于美国国道23号公路

### 美国国道
- 美国国道19号公路
- 美国国道11号公路
- 美国国道231号公路
- 美国国道23号公路

## 教育
- 东田纳西州立大学（East Tennessee State University）
- 密里根大学（Milligan University）
- 州立东北社区大学（Northeast State Community College）
- 塔斯奇亞勒大学（Tusculum University）

## 姐妹城市
约翰逊城与两座城市结为姐妹城市：
- 俄罗斯雅罗斯拉夫尔州雷宾斯克市
- 瑞典布莱金厄省龙讷比市